# 이척 (조선)
이척(李逖, 1370년 ~ 1419년)은 조선 전기의 훈구파 문신이다. 본관은 여주(驪州)이다. 교위공파 이인덕의 10세손이자 대제학을 지낸 이행(李行)의 아들이다.
양녕대군과는 사돈관계이며, 계유정난 공신이자 영의정을 지낸 후 종묘에 배향된 한명회의 외조부이고, 예종 비 장순왕후와 성종 비 공혜왕후의 증외조부이다.

## 생애
대제학을 지낸 이행(李行)의 아들이자 역시 대제학을 지낸 서산부원군 류숙의 외손자이다. 1390년 국자감시에 장원했고, 같은 해에 문과에 급제했다. 1392년 고려가 망하자 처음에는 아버지의 뜻에 따라 관직에 진출하지 않았다가, 개성에서 한양으로 옮기고는 중앙 정계로 나아가 벼슬이 이조판서 겸 직제학 등에 이르렀다. 직제학으로서 '언토장자(諺吐莊子)’라는 책을 저술하였다.

## 가족
- 선고(先考)
  - 대제학 이행
- 선비
  - 전주 류씨 서산부원군 대제학 류숙의 딸
  - 배위
    - 순천 박씨 밀직부사 박가흥(朴可興)의 딸
    - 아들
      - 지돈녕부사 이자

    - 며느리
      - 전주 이씨 양녕대군의 딸 재령군주(載寧郡主)

    - 사위
      - 청주 한씨 감찰 한기(韓起)
      - 외손자
        - 상당부원군 행 영의정 한명회
        - 증외손녀
          - 예종 비 장순왕후
          - 성종 비 공혜왕후